# David et Jonathan
David et Jonathan (David a Jonatán) je francouzský spolek sdružující LGBT křesťany. Název spolku odkazuje na biblickou pasáž, která odkazuje na vztahy mezi Davidem, Saulem a Jonathanem.

## Historie
Po panelové diskusi o homosexualitě a křesťanství, která se konala v Paříži 15. prosince 1971 v rámci asociace Arcadia, vzniklo zprvu neformální sdružení osob s názvem Christianisme et homophilie. Název David et Jonathan, který je nyní používán, byl původně názvem pravidelného bulletinu. Skupina se oficiálně přeměnila podle spolkového zákona v říjnu 1983 na klasický spolek. Činnost sdružení spočívala zpočátku v pořádání debat a setkání homosexuálních věřících. Setkání homosexuálů zůstávalo diskrétní kvůli rozporu mezi jejich sexualitou a vírou.
Organizace působila původně jen v Paříži, později se rozšířila do celé Francie, když byly místní skupiny založeny i v některých velkých francouzských městech.
Spolek je členem asociací Inter-LGBT, Centre LGBT Paris-Île-de-France, European Region of the International Lesbian and Gay Association, Réseau d'aide aux victimes d'agression et de discrimination, Réseaux du Parvis, Evropského fóra křesťanských LGBT skupin i různých místních uskupení.